# Ileqqit
Ileqqit [iˈɾɜqːit] (nach alter Rechtschreibung Ilerĸit; Kitaamiusut Ilerfit) ist eine wüst gefallene grönländische Siedlung im Distrikt Ammassalik in der Kommuneqarfik Sermersooq.

## Lage
Ileqqit liegt an der Spitze einer kleinen Halbinsel an der Ostküste des Ammassaliip Kangertiva. Nur 1,5 km südöstlich liegt Kuummiit.

## Geschichte
Über Ileqqit ist nichts bekannt, außer dass der Wohnplatz bereits in den 1930er Jahren wieder aufgegeben wurde, da er im Gegensatz zu 1930 im Jahr 1940 nicht mehr in der Bevölkerungsstatistik erscheint.